# Nacho García (cómico)
Ignacio García Redondo (Córdoba, 9 de enero de 1983), conocido como Nacho García, es un cómico, locutor, guionista, y monologuista español.

## Biografía
Nació en Córdoba y a los 6 años su familia se mudó a Valladolid, España. Es graduado en informática y a los 18 años empezó a hacer monólogos por los bares de su ciudad.

## Trayectoria

### Programas de televisión
| Año             | Programa                     | Canal            | Notas                              | Ref.  |
| --------------- | ---------------------------- | ---------------- | ---------------------------------- | ----- |
|                 | Nuevos cómicos               | Paramount Comedy | Monologuista                       |       |
|                 | El club de la comedia        | La Sexta         | Monologuista                       | [ 3 ] |
| 2021-actualidad | La Roca                      | La Sexta         | Colaborador                        |       |
| 2020-2021       | La hora de La 1              | La 1             | Colaborador                        |       |
| 2019            | Todo es mentira              | Cuatro           | Colaborador                        |       |
| 2019            | Safari, a la caza de la tele | FDF              | Presentador junto a Irene Junquera |       |
| 2017-2018       | Dani y Flo                   | Cuatro           | Colaborador                        |       |
| 2015            | Sopa de gansos               | Cuatro y FDF     | Colaborador                        | [ 4 ] |
| 2012            | Otra movida                  | Neox             | Colaborador                        | [ 5 ] |
| 2010            | Caiga quien caiga            | Cuatro           | Reportero                          | [ 6 ] |
| 2009            | Guerra de sesos              | Telecinco        |                                    | [ 7 ] |
| 2008            | Visto y oído                 | Cuatro           |                                    | [ 8 ] |

### Programas de radio
| Año             | Programa                    | Canal      | Notas         | Ref.   |
| --------------- | --------------------------- | ---------- | ------------- | ------ |
| 2023-actualidad | Cuerpos especiales          | Europa FM  | Copresentador | [ 9 ]  |
|                 | Lo mejor que te puede pasar | Melodía FM | Colaborador   | [ 10 ] |
|                 | Yu: No te pierdas nada      | Los 40     | Colaborador   | [ 11 ] |